# Slaget vid Spotsylvania Court House
Slaget vid Spotsylvania Court House, ibland förkortat till slaget vid Spotsylvania (eller under 1800-talsstavningen Spottsylvania), var ett fältslag under generallöjtnant Ulysses S. Grants Overlandfälttåg i amerikanska inbördeskriget. Striderna ägde rum av och till från och med den 8:e till 21 maj 1864, då Grant gjorde olika försök att bryta konfederationslinjen. I slutändan blev striden taktiskt oavgjort, men med nästan 32 000 förluster på båda sidor blev slaget det mest kostsamma under hela fälttåget.

## Bakgrund
Efter det blodiga men resultatlösa slaget vid Wilderness drog Grants armé sig bort från konfederationsgeneralen Robert E. Lees armé och förflyttade sig sydost, i ett försök att lura Lee till strid under gynnsammare förhållanden. Delar av Lees armé slog tillbaka unionsarmén till den kritiska korsningen vid Spotsylvania Court House  och började befästa sig. 

## Slaget
Den 8 maj gjorde unionsgeneralmajorerna Gouverneur K. Warren och John Sedgwick ett misslyckat försök att driva bort konfederationstrupperna under befäl av generalmajor Richard H. Anderson från Laurel Hill, en position som blockerar dem från Spotsylvania Court House. Den 10 maj beordrade Grant ett flertal anfall mot konfederationstruppernas befästningslinje, som nu sträckte sig över 6,5 km, inklusive en framskjutande utbuktning kallat Mule Shoe. Trots att unionstrupperna misslyckades på nytt vid Laurel Hill gjorde överste Emory Upton ett innovativt anfallsförsök mot Mule Shoe.

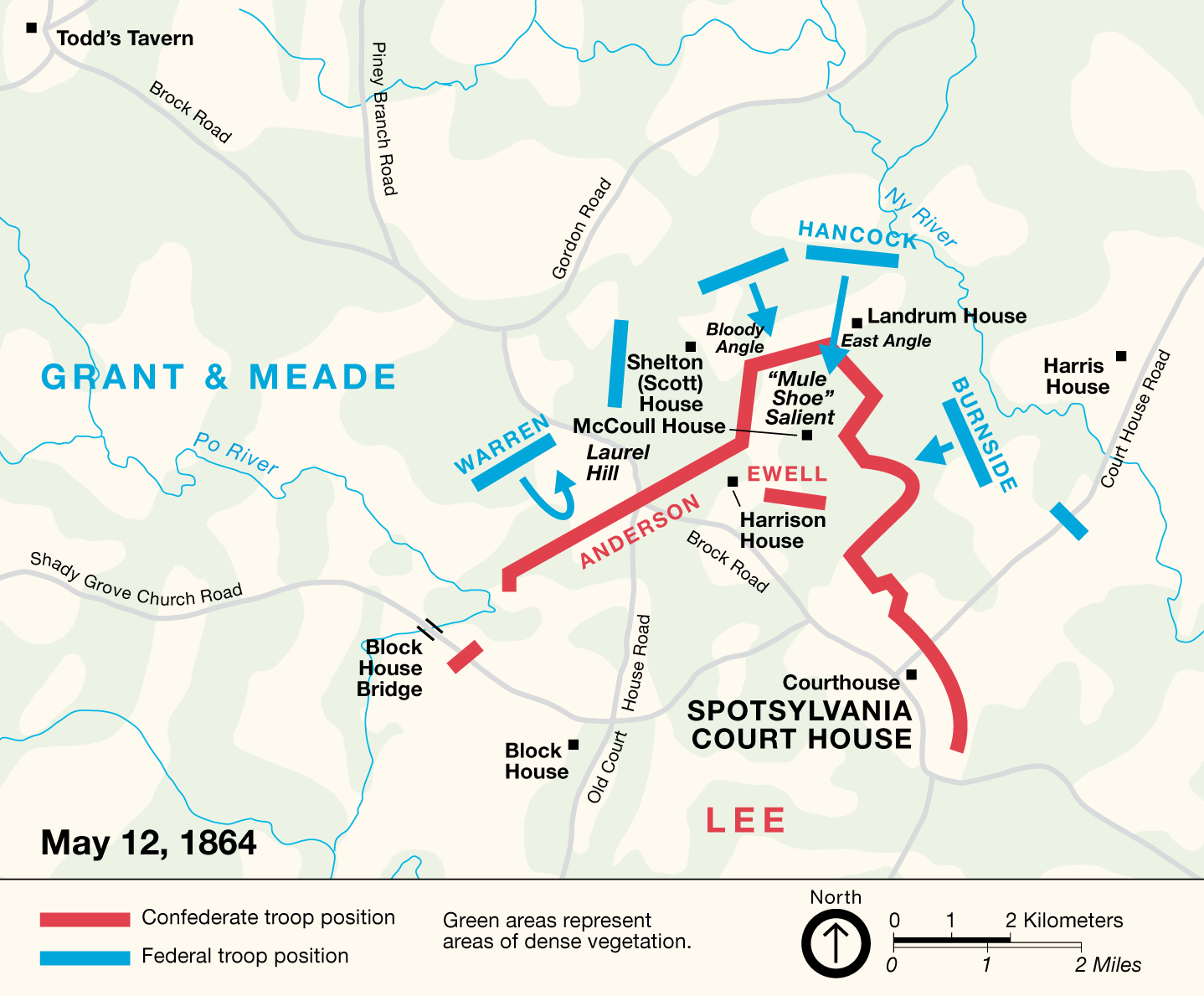
Karta som visar unionsarméns anfall den 12 maj.

Grant använde sig av Uptons anfallsteknik på en mycket större skala den 12 maj, då han beordrade 15 000 man från generalmajor Winfield S. Hancocks kår till att anfalla Mule Shoe. Inledningsvis var Hancock framgångsrik, men ledningen inom konfedserationsarmén samlades ihop och slog tillbaka hans anfall. Under generalmajor Horatio G. Wrights anfall mot Mule Shoes vänstra kant, som blev känt som "Bloody Angle", pågick nästan 24 timmar av desperata närstrider, några av de mest intensiva under hela inbördeskriget. Generalmajorerna Warren och Ambrose Burnside gjorde misslyckade undsättningsförsök.
Grant omplacerade sina linjer i ett försök att strida mot Lee under mer gynnsamma förhållanden och inledde ett slutgiltigt anfall med Hancock den 18 maj, dock utan framsteg. Konfederationsgenerallöjtnanten Richard S. Ewell organiserade en kostsam och meningslös spaningsoperation vid Harris Farm den 19 maj. Den 21 maj drog Grant sig bort från konfederationsarmén och inledde i sydost en ny manöver för att vända Lees högra flank, samtidigt som Overlandfälttåget fortsatte mot slaget vid North Anna.